# حي صافية طامش (صنعاء)
حي صافية طامش هو أحد أحياء مدينة صنعاء، ويتبع إدارياً مديرية سنحان وبني بهلول التابعة لمحافظة صنعاء اليمنية. يبلغ تعداد سكانه 1236 نسمة حسب التعداد السكاني في اليمن لعام 2004.